# 韋蘇科韋
48°45′58″N 36°20′39″E / 48.76611°N 36.34417°E
瓦休科韋（烏克蘭語：Васюкове）是位於烏克蘭東部的村莊，由哈爾科夫州洛佐瓦區的布利茲紐基市鎮負責管轄。該村處於大捷爾尼夫卡河畔，始建於1825年，面積0.51平方公里，海拔高度100米，2001年人口156。